# Serooskerke
Serooskerke es un pueblo perteneciente al municipio holandés de Veere, ubicado en la provincia de Zelanda. 
Serooskerke se encuentra en la parte norte de la península de Walcheren, a pocos kilómetros al oeste de Veere.
La primera mención de Serooskerke data del siglo XII bajo el nombre de Alartskintskerke (Iglesia de los Niños de Allard). En la Edad Media, había un monasterio. En los años 60 y 70, se encontraron dos tesoros de monedas de oro y plata, que datan de la Edad Media.
Era municipio independiente hasta el 1 de enero de 1961 en que Serooskerke se unió a Veere.